# Hernán Bosselin
Carlos Hernán Bosselin Correa (n. Concepción, 31 de diciembre de 1943) es un abogado y político chileno. Fue diputado de la República entre 1990 y 1994.

## Biografía
Hijo de Carlos Bosselin Urrejola, contador y Capitán de Fragata de la Armada de Chile, y de Lucía Correa Borquez. Realizó sus estudios en el Liceo José Victorino Lastarria y los superiores, en la Facultad de Derecho de la Universidad de Chile, donde se tituló de abogado en 1968; la tesis se tituló "Una interpretación cristiana de los problemas sociales contemporáneos". Sus buenas calificaciones le permitieron ejercer funciones docentes, como ayudante de Derecho Romano, en los años 1962-1963.
En 1969 se incorporó como abogado, al Servicio Legal de la Asociación de Ahorros Bernardo O´Higgins; en 1970, jefe del Departamento Jurídico y en 1975-1976, fiscal. Fue uno de los abogados encargados de presentar los recursos de protección que permitieron la circulación de los diarios "La Época" y "Fortín Mapocho", de Santiago. Dictó cursos sobre "ahorro y préstamo", en el Centro de Productividad del SINAP, en diferentes oportunidades. 
Es socio del Estudio Bosselin Briones Irureta & Sánchez Abogados, donde realiza asesorías parlamentarias, especialmente en el ámbito de la técnica legislativa.

## Carrera política
Inició sus actividades políticas cuando ingresó al Partido Demócrata Cristiano en su época de estudiante universitario; formó parte de diversas comisiones de estudio; fue elegido vicepresidente nacional del Partido. Luego asumió como presidente de los abogados demócrata cristianos. Fue fundador de la comisión fiscalizadora de su partido, la que se ha destacado por sus importantes investigaciones.
En 1989 fue elegido diputado, por el Distrito N.°18, comunas de Cerro Navia, Quinta Normal y Lo Prado, Región Metropolitana, período 1990-1994; integró la Comisión Permanente de Constitución, Legislación y Justicia y la de Defensa Nacional.
En 1993 buscó ir la reelección como candidato a diputado, pero el Consejo Nacional del partido lo bajó, decisión que acató.
Perteneciente al sector "colorín" de la DC por su cercanía con el entonces senador Adolfo Zaldívar, el 2008 decidió dejar el partido para sumarse al Movimiento Social Cristiano. Para las elecciones parlamentarias de 2009 apareció como posible carta senatorial del Partido Regionalista de los Independientes, lo que finalmente no se concretó. En 2010 representó a la intendenta de Atacama, Ximena Matas, en una acusación constitucional emanada desde el Congreso Nacional. Hacia 2015 retornó al Partido Demócrata Cristiano.

## Historial electoral

### Elecciones parlamentarias de 1989
- Elecciones parlamentarias de 1989, por el Distrito 18 (Cerro Navia, Lo Prado y Quinta Normal), Región Metropolitana[6]